# باشگاه والیبال نیان الکترونیک مشهد
باشگاه والیبال نیان الکترونیک مشهد یک باشگاه والیبال ایرانی است که در سال ۱۴۰۱ در مشهد تأسیس شد. این تیم هم‌اکنون در لیگ برتر والیبال ایران بازی می‌کند.

## بازیکنان
لیست بازیکنان باشگاه والیبال نیان الکترونیک مشهد در سال های مختلف:

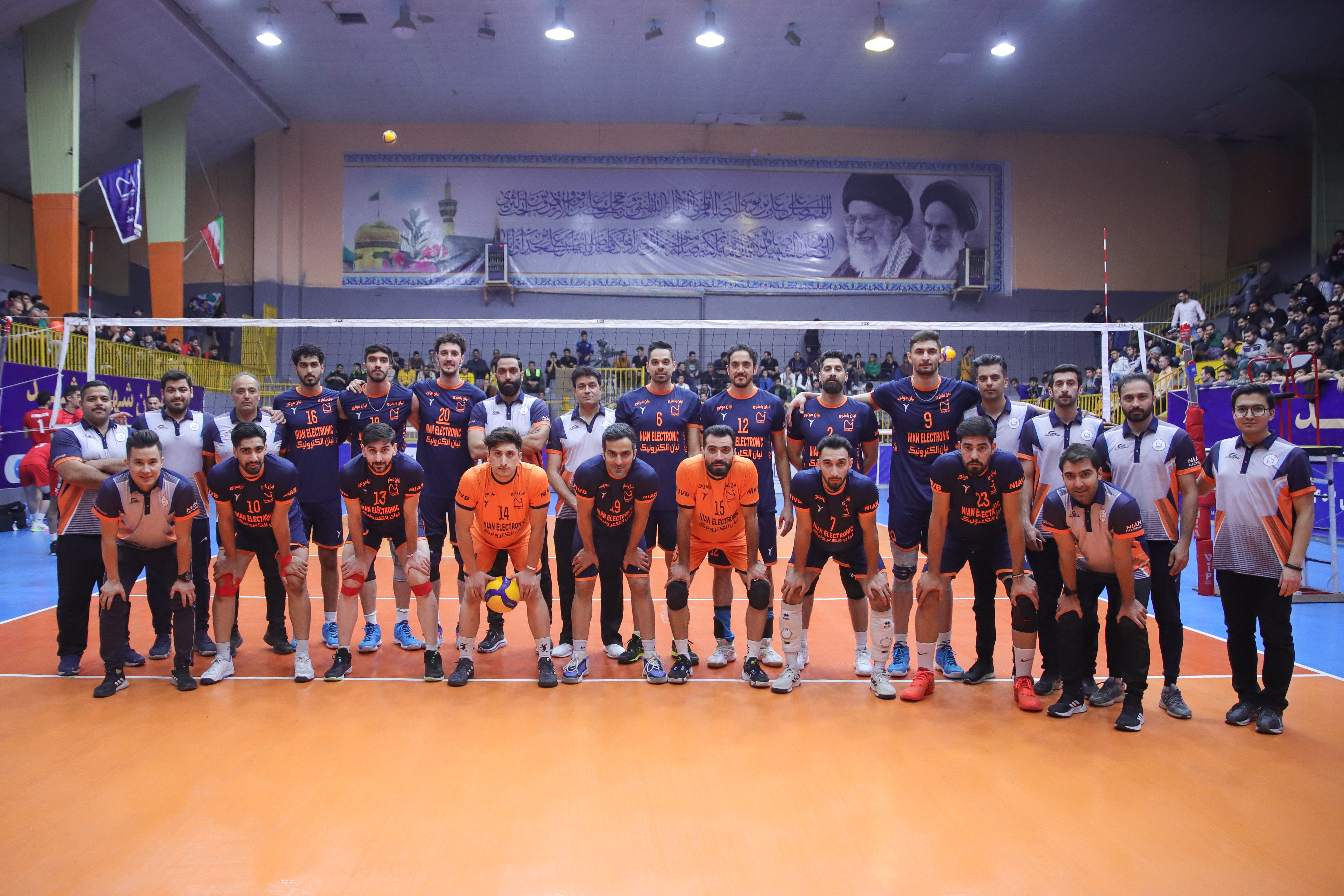
تیم والیبال نیان الکترونیک مشهد در نیم فصل دوم 1402

| ملیت  | نام       | نام خانوادگی | شماره پیراهن | توضیحات            |
| ----- | --------- | ------------ | ------------ | ------------------ |
| ایران | پوریا     | یلی          | 20           |                    |
| ایران | یونس      | جوان         | 7            |                    |
| ایران | محمدرضا   | مشهدی        | 13           |                    |
| ایران | امیر      | پژومان       | 10           |                    |
| ایران | امین      | نجفی         | 11           | جدا شده در نیم فصل |
| ایران | فرهاد     | سال افزون    | 12           | جذب شده در نیم فصل |
| ایران | محمد      | هشتوار       | 8            | جدا شده در نیم فصل |
| ایران | امیرمحمد  | گلزاده       | 18           | جذب شده در نیم فصل |
| ایران | داوود     | شکیبا        | 2            |                    |
| ایران | ناصر      | رحیمی پناه   | 15           |                    |
| ایران | یوسف      | کاظمی        | 9            |                    |
| ایران | علی       | حاجی محمدی   | 1            |                    |
| ایران | مهرداد    | شیبانی       | 6            |                    |
| ایران | محمد      | غفاریان      | 21           |                    |
| ایران | حمزه      | نیک بین      | 16           |                    |
| ایران | مبین      | روشندل       | 4            |                    |
| ایران | علی       | غفاریان      | 2            |                    |
| ایران | محمد امین | رفیعی طلب    | 14           |                    |
| ایران | امیر      | رامشینی      | 19           |                    |
| ایران | امید      | مختاری فر    | 17           |                    |
| ایران | ابوالفضل  | صالحی        | 5            |                    |
| ایران | علی       | بیجاری       | 12           | جدا شده در نیم فصل |

| ملیت  | سمت              | نام و نام خانوادگی |
| ----- | ---------------- | ------------------ |
| ایران | مدیرعامل         | امیر هوشنگ باغبان  |
| ایران | مدیرفنی و سرپرست | مهدی فعال          |
| ایران | سرمربی           | حامد صمدی تهرانی   |
| ایران | کمک اول          | رضا تابعی          |
| ایران | کمک دوم          | نوید مشجری         |
| ایران | آنالیزور         | اسماعیل کریمی      |
| ایران | تراپیست          | مهرداد سعادتمهر    |
| ایران | ماسور            | محمود اکبری        |
| ایران | مربی بدنساز      | شهاب طهماسبی       |
| ایران | مدیر رسانه       | آرش هاشمی          |
| ایران | پیشگیری از آسیب  | حسن قادری          |
| ایران | تمرین دهنده      | سید مجید مینایی    |
| ایران | تمرین دهنده      | جواد بیک زاده      |
| ایران | لجستیک           | محمد زیرک          |

| فهرست بازیکنان باشگاه والیبال نیان الکترونیک مشهد - فصل 1401 | فهرست بازیکنان باشگاه والیبال نیان الکترونیک مشهد - فصل 1401 | فهرست بازیکنان باشگاه والیبال نیان الکترونیک مشهد - فصل 1401 | فهرست بازیکنان باشگاه والیبال نیان الکترونیک مشهد - فصل 1401 | فهرست بازیکنان باشگاه والیبال نیان الکترونیک مشهد - فصل 1401 | فهرست بازیکنان باشگاه والیبال نیان الکترونیک مشهد - فصل 1401 | فهرست بازیکنان باشگاه والیبال نیان الکترونیک مشهد - فصل 1401 | فهرست بازیکنان باشگاه والیبال نیان الکترونیک مشهد - فصل 1401 |
| ملیت                                                         | نام                                                          | شماره پیراهن                                                 |                                                              |                                                              |                                                              |                                                              |                                                              |
| ایران                                                        | سید محمد موسوی                                               | ۶                                                            |                                                              |                                                              |                                                              |                                                              |                                                              |
| ایران                                                        | فرهاد سال افزون                                              | ۱۳                                                           |                                                              |                                                              |                                                              |                                                              |                                                              |
| ایران                                                        | مهدی جلوه                                                    | ۲                                                            |                                                              |                                                              |                                                              |                                                              |                                                              |
| ایران                                                        | امین علوی                                                    | ۱۴                                                           |                                                              |                                                              |                                                              |                                                              |                                                              |
| ایران                                                        | امین رضوی                                                    | ۱۶                                                           |                                                              |                                                              |                                                              |                                                              |                                                              |
| ایران                                                        | رشید یوسفی                                                   | ۴                                                            |                                                              |                                                              |                                                              |                                                              |                                                              |
| ایران                                                        | میربابک موسوی                                                | ۷                                                            |                                                              |                                                              |                                                              |                                                              |                                                              |
| ایران                                                        | جابر اسماعیل پور                                             | ۱۸                                                           |                                                              |                                                              |                                                              |                                                              |                                                              |
| ایران                                                        | محمد فلاح                                                    | ۱                                                            |                                                              |                                                              |                                                              |                                                              |                                                              |
| ایران                                                        | یونس جوان                                                    | ۱۰                                                           |                                                              |                                                              |                                                              |                                                              |                                                              |
| ایران                                                        | علیرضا فراهانی                                               | ۱۶                                                           |                                                              |                                                              |                                                              |                                                              |                                                              |
| ایران                                                        | محمد غفاریان                                                 | ۲۱                                                           |                                                              |                                                              |                                                              |                                                              |                                                              |
| ایران                                                        | علی غفاریان                                                  | ۲۲                                                           |                                                              |                                                              |                                                              |                                                              |                                                              |
| ------------------------------------------------------------ | ------------------------------------------------------------ | ------------------------------------------------------------ | ------------------------------------------------------------ | ------------------------------------------------------------ | ------------------------------------------------------------ | ------------------------------------------------------------ | ------------------------------------------------------------ |

| ملیت  | سمت             | نام و نام خانوادگی |
| ----- | --------------- | ------------------ |
| ایران | مدیر عامل       | امیرهوشنگ باغبان   |
| ایران | مدیر فنی        | مهدی فعال          |
| ایران | سرمربی          | حامد صمدی تهران    |
| ایران | سرپرست          | رضا زندی           |
| ایران | کمک اول         | رضا تابعی          |
| ایران | کمک دوم         | نوید مشجری         |
| ایران | مربی            | بهروز شاکری        |
| ایران | مدیر رسانه      | آرش هاشمی          |
| ایران | تراپیست         | احسان بندار        |
| ایران | مربی بدنساز     | شهاب طهماسبی       |
| ایران | آنالیزور        | اسماعیل کریمی      |
| ایران | ماسور           | محمود اکبری        |
| ایران | پیشگیری از آسیب | حسن قادری          |
| ایران | تدارکات         | مرتضی حبیبیان      |